# Hymenosporum flavum
Hymenosporum flavum és un arbre de les selves i boscos plujosos que creix a l'est d'Austràlia, des de Nova Gal·les del Sud fins a Queensland, estenent-se fins a Nova Guinea. És l'única espècie del gènere Hymenosporum.
Les fulles són de color verd fosc brillant, i mesuren 10 cm de longitud per 4 cm d'ample. Produeix raïms de flors fragants a la primavera, les quals mesuren aproximadament 5 cm de diàmetre i atrauen a les abelles, aus menjamels i papallones. Són de color crema, tornant-se grogues amb el temps i són seguides per càpsules llargues en forma de pera que contenen les llavors. Les llavors germinen amb facilitat. Aquesta composició fa que es consideri un dels arbres de mida mitjana més bonic de la regió australiana.
Aquesta espècie és àmpliament cultivada i normalment creix al voltant de 8 m d'alçada (tot i que pot créixer fins als 20 m a àrees tropicals) i té una forma vertical i estreta. Pot ésser cultivada en posicions ombrejades, però floreix millor a ple Sol. Prefereix un sòl ben drenat amb un alt contingut orgànic.